# Neta GT

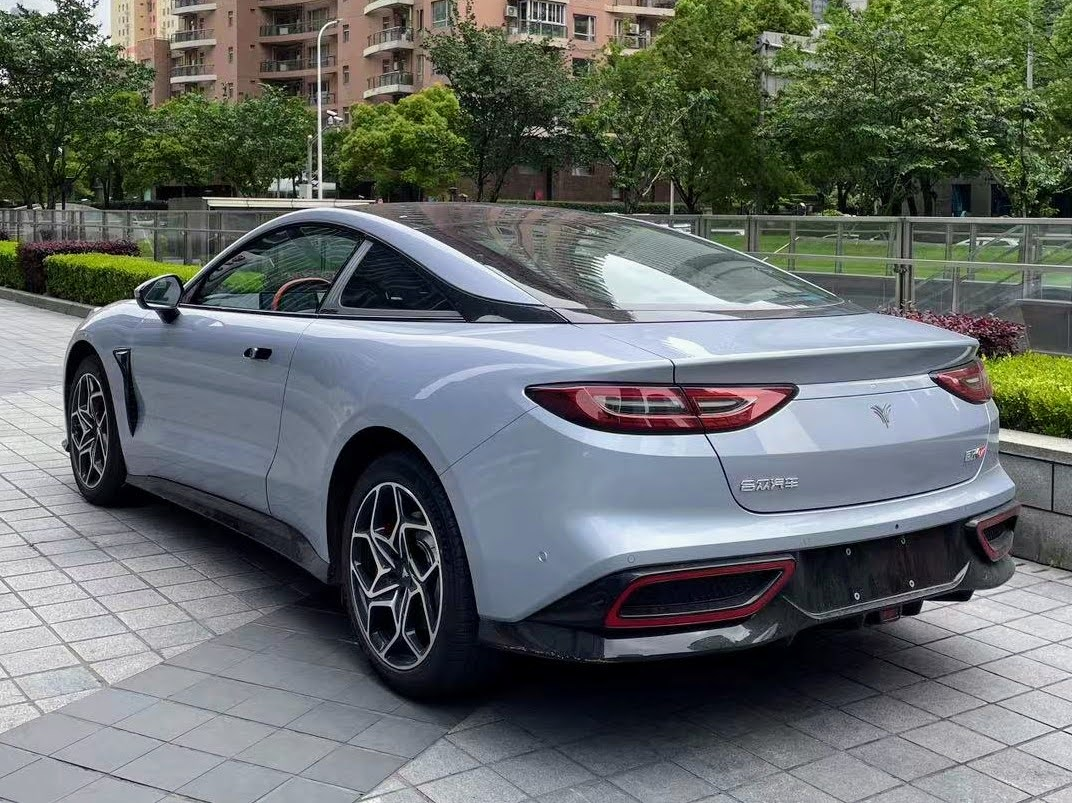
Вид сзади

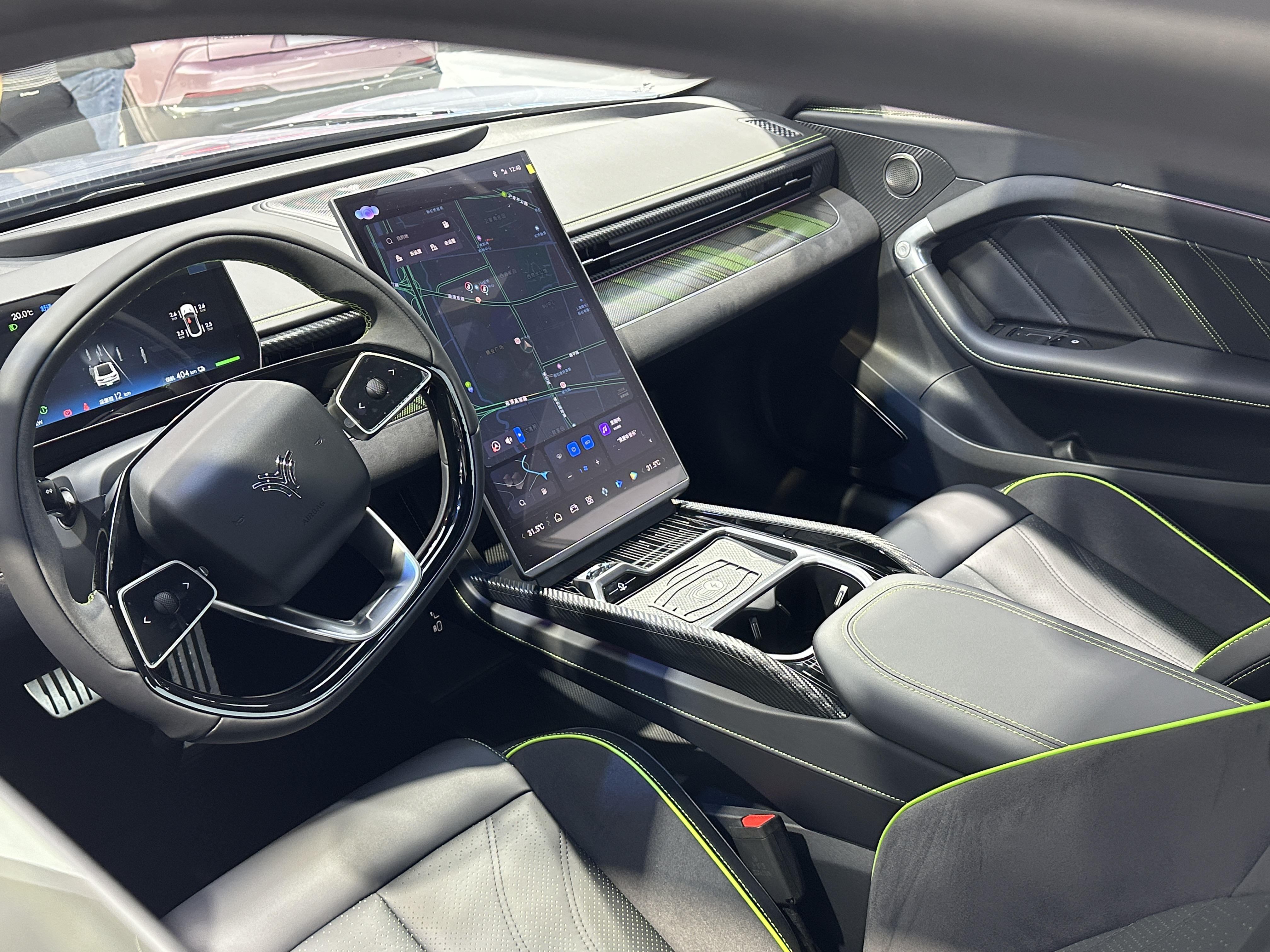
Интерьер

Neta GT — среднеразмерный спортивный электромобиль, выпускаемый китайской компанией Hozon Auto под брендом Neta (Nezha).

## История
Neta GT дебютировал в декабре 2022 года. На момент презентации автомобиль назывался Neta E.
Автомобиль выпускается в виде двухдверного купе с наклонными фарами. Экстерьер оборудован воздухозаборниками и задним диффузором. Модель базируется на платформе Shenlai.
Характерной особенностью являются выдвижные дверные ручки, улучшающие аэродинамику, и лидары, обеспечивающие полуавтономное вождение. Радар спрятан за верхним краем лобового стекла. В апреле 2023 года название сменилось на Neta GT.
Продажи автомобиля начались в 1 квартале 2023 года на рынках материкового Китая.

## Технические характеристики
Базовая заднеприводная комплектация Neta GT оснащается одним электродвигателем мощностью 228 л. с., а полноприводная комплектация оснащается двумя электродвигателями мощностью 456 л. с. Запас хода базовой модели составляет 560 км, а двухмоторной — 580 км.